# Opeth
Gli Opeth sono un gruppo musicale progressive metal svedese, formatosi a Stoccolma nel 1990.
Il nome del gruppo si ispira a quello della città della Luna (Opet) del libro L'uccello del sole di Wilbur Smith.

## Storia

### Gli esordi (1990-1991)
Gli Opeth nascono nel 1990 ad opera di un gruppo di ragazzi di Täby (una città vicino a Stoccolma, Svezia); il nome fu scelto prendendo spunto da un libro di Wilbur Smith ed era originariamente pronunciato "Opet" senza l'"h" finale. Il frontman, David Isberg, poco dopo la formazione del gruppo, invita Mikael Åkerfeldt (allora sedicenne) a suonare il basso nella band, ma durante la sessione di prova risulta chiaro a Mikael che nessun altro membro della band era stato informato della scelta di Isberg. I ragazzi decidono di lasciare David e Mikael da soli e formano un nuovo gruppo, i Crowley.
Åkerfeldt lascia la sua precedente band che era ormai in via di scioglimento, gli Eruption. e passa a suonare la chitarra. Rimasti da soli, Isberg ed Åkerfeldt cominciano a cercare altri membri per poter ricominciare a suonare. Alla batteria chiamano Anders Nordin, amico di lunga data di Åkerfeldt e precedentemente membro degli Eruption, mentre il basso viene affidato a Nick Döring; a completare la formazione Andreas Dimeo viene reclutato come secondo chitarrista. Con questa formazione, che dura meno di un anno, cominciano a suonare in una scuola elementare con dei vecchi strumenti che avevano trovato. Le prime composizioni (due canzoni: Requiem of Lost Souls e Mystique of the Baphomet che più tardi si sarebbe evoluta in Forest of October, pubblicata nel primo album, Orchid) sono fortemente influenzate dal death metal e presentano riff pesanti e violenti, atmosfere maligne e oscure.
Nel febbraio del 1991 David Isberg riesce a procurare un concerto a Stoccolma in cui suonano due canzoni. Dopo questa prima performance, Andreas Dimeo e Nick Döring lasciano il gruppo. Per il secondo spettacolo entrano nella band Kim Pettersson come chitarrista e Johan DeFarfalla come bassista. Dopo lo show DeFarfalla se ne va e viene sostituito da Peter Lindgren. Pettersson continua a suonare con la band fino alla fine del 1991. In seguito alla sua partenza, Peter Lindgren decide di passare alla chitarra, suo strumento originario.

### OrchideMorningrise(1992-1996)
All'inizio del 1992 David Isberg decide di lasciare la band a causa di "differenze creative"; Åkerfeldt, che aveva già fatto esperienza alla voce negli Eruption, diventa il nuovo cantante, e insieme a Lindgren inizia a scrivere del materiale che presenta profonde differenze rispetto al classico death metal precedente, introducendo inserti acustici più melodici. Suonano in tre per più di un anno, trovano quindi un bassista, Stefan Guteklint, il quale viene però allontanato quando la band ottiene un contratto con l'appena nata etichetta discografica Candlelight Records.
Il loro primo album, Orchid, viene inciso nel 1994 e vede il ritorno del bassista Johan DeFarfalla. Il disco, prodotto dagli stessi Opeth insieme al musicista-produttore Dan Swanö, viene pubblicato dalla Candlelight Records nel corso del 1995 e consente al gruppo di suonare per due tappe nel Regno Unito insieme agli Impaled Nazarene.
Tra il maggio e l'aprile del 1996 viene registrato sempre insieme a Dan Swanö il secondo album Morningrise, accolto positivamente dalla critica specializzata e che ha permesso agli Opeth di suonare due concerti nel Regno Unito come gruppo di supporto ai Morbid Angel e di intraprendere il loro primo tour europeo, 26 date di concerti insieme ai Cradle of Filth. Dopo il tour DeFarfalla viene allontanato a causa di incompatibilità a livello personale. Il batterista Nordin, non contento di questa decisione, lascia la band trasferendosi in Brasile.

### My Arms, Your HearseeStill Life(1997-2000)

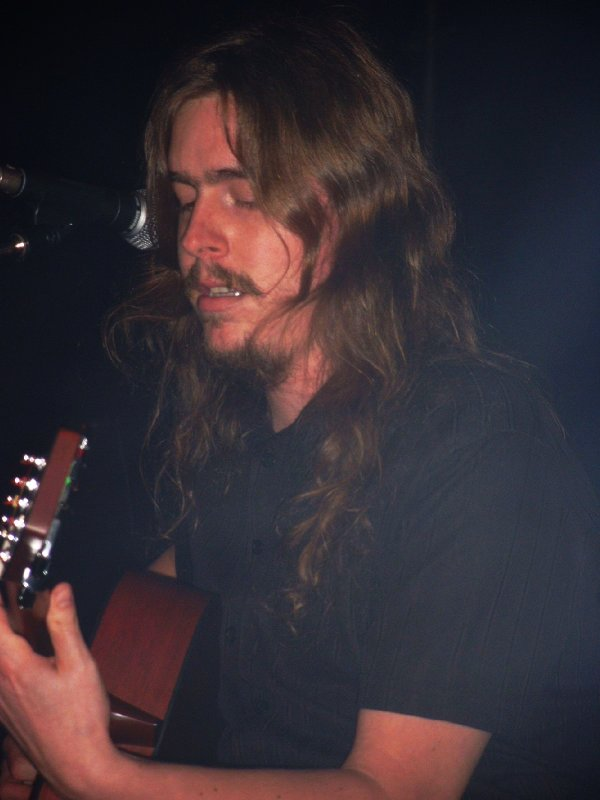
Mikael Åkerfeldt, principale compositore, cantante e chitarrista della band

Alla fine del 1996 Åkerfeldt e Lindgren, entusiasti del materiale che avevano già scritto, decidono di cercare nuovi componenti per poter tornare in sala di registrazione. Attraverso una serie di annunci ben presto reclutano il batterista Martin Lopez, che aveva lasciato da poco gli Amon Amarth.
Fra l'agosto e il settembre del 1997 registrano il loro terzo album, My Arms, Your Hearse che viene pubblicato agli inizi del 1998 e viene prodotto da Fredrik Nordström; il disco continua a sperimentare la fusione fra il death metal e il rock progressivo pur insistendo maggiormente su sonorità doom metal. Poco prima della registrazione di questo album, gli Opeth ingaggiano come bassista Martin Mendez, amico di Lopez; tuttavia, a causa del poco tempo a disposizione per imparare le partiture dell'album, non ha preso parte alle registrazioni (le parti di basso sul disco vengono suonate da Åkerfeldt).
Sorti alcuni problemi con la Candlelight Records, nel 1999 gli Opeth firmano un contratto con la Peaceville Records. Entrati in studio con un notevole ritardo sui programmi, i quattro provano il materiale solo un paio di volte prima di registrarlo. Still Life, che si riavvicina maggiormente allo stile di Morningrise, presenta un contrasto meno netto tra le parti death e quelle più melodiche e si mostra come un lavoro fortemente sperimentale e progressivo con atmosfere a tratti calde e rilassate. È la prima pubblicazione ad essere registrata con Martin Mendez al basso.

### Il successo conBlackwater Park,DamnationeDeliverance(2001-2004)
Nel 2001 gli Opeth tornano in studio assieme a Steven Wilson, frontman dei Porcupine Tree. Con la pubblicazione di Blackwater Park arriva la svolta decisiva: il disco porta gli Opeth ad essere considerati una delle band più importanti del panorama metal contemporaneo. Questo quinto lavoro, distribuito dalla Music for Nations, ha reso estremamente popolare la band nell'ambito metal mondiale.
Tra il 2001 e il 2002, su consiglio dell'amico Jonas Renkse dei Katatonia, Mikael Åkerfeldt decide di fare un'ulteriore sperimentazione: pubblicare due album gemelli, inserendo le tracce più heavy metal in uno e quelle più rock progressivo nell'altro. La casa produttrice però considera il tutto come un solo lavoro e concede alla band un budget di produzione per un solo album. Nel 2002 viene pubblicato Deliverance, dalle sonorità più pesanti ed estremamente vicine al death metal. L'anno successivo è la volta di Damnation, opera suonata quasi interamente con chitarre "pulite", molto vicina alle sonorità rock progressivo degli anni settanta.
Durante il tour seguente gli Opeth chiamano a suonare le tastiere Per Wiberg (membro degli Spiritual Beggars). Dalla registrazione di due date allo Shepherd's Bush Empire di Londra nasce il primo DVD degli Opeth, pubblicato nel 2004 con il nome di Lamentations. Il DVD comprende tutto il repertorio di Damnation e di Deliverance più qualche pezzo da Blackwater Park, ma non è presente neanche un brano composto prima del 2001. È inoltre presente un documentario di un'ora circa girato durante la registrazione di Deliverance e Damnation.

### Ghost Reveries, cambi di formazione (2005-2006)

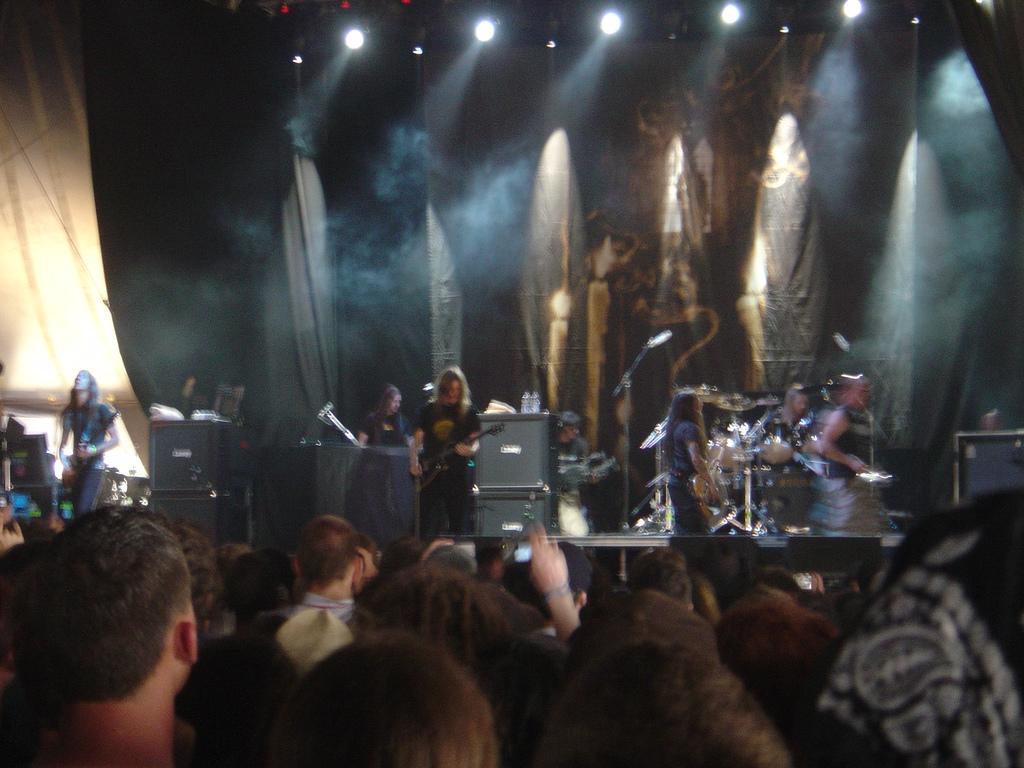
Gli Opeth in concerto. Da sinistra verso destra: Peter Lindgren, Per Wiberg, Mikael Åkerfeldt, Martin Mendez, Martin Axenrot

Nel 2005 la Music for Nations fallisce e gli Opeth firmano un contratto con la statunitense Roadrunner Records. Poco dopo Per Wiberg diventa ufficialmente membro della band, che rientra in studio il 5 marzo 2005 per registrare un nuovo album.
L'ottavo lavoro degli Opeth, Ghost Reveries, viene pubblicato il 20 agosto 2005 dalla Roadrunner Records, debuttando nei posti più alti delle classifiche di vendita di vari paesi del nord Europa. All'uscita del disco segue un lungo tour negli Stati Uniti e successivamente in Europa, che impegna la band fino alla fine dell'anno. Per queste date Martin Lopez viene però sostituito alla batteria prima da Gene Hoglan e poi da Martin "Axe" Axenrot a causa di una serie di attacchi di panico che spesso lo colpiscono prima dei concerti. Il Ghost Reveries Tour parte nel giugno del 2005 e si conclude nel dicembre del 2006, dopo 210 concerti. Nella primavera 2006 Lopez lascia definitivamente la band per dedicarsi a progetti personali, e il 12 maggio 2006 Martin Axenrot viene dichiarato ufficialmente il nuovo batterista della band. Nell'ottobre dello stesso anno esce l'Opeth Box Set, che racchiude tutta la produzione degli Opeth pubblicata con la Music for Nations.
Il 17 maggio 2007 viene data la notizia dell'abbandono del chitarrista Peter Lindgren dopo 16 anni nella band a causa dell'eccessivo stress da tour. Il sostituto viene quindi trovato in Fredrik Åkesson, ex Arch Enemy, che diventerà anche il principale compositore delle musiche della band insieme a Mikael Åkerfeldt.
Nel novembre 2007 esce The Roundhouse Tapes, il primo album dal vivo del gruppo, in doppio CD, registrato a Londra durante il Ghost Reveries Tour. Si tratta del primo album con il batterista Martin Axenrot e dell'ultimo con il chitarrista Peter Lindgren.

### Watershede 20º anniversario (2007-2010)
Alla fine del 2007 la band entra in studio per registrare il primo album con la nuova formazione, Watershed, uscito poi il 30 maggio 2008. L'album vede per la prima volta nella storia del gruppo la partecipazione di una voce femminile (Nathalie Lorichs, moglie di Axenrot) in una canzone, Coil.
Gli Opeth hanno scritto e registrato un nuovo brano, The Throat of Winter che è apparso nell'EP God of War: Blood & Metal. Åkerfeldt ha descritto il brano come "strano" e "non molto metal". Per celebrare il loro 20º anniversario dalla formazione, gli Opeth hanno effettuato, per un totale di sei show, un tour mondiale denominato Evolution XX: An Anthology Opeth, dal 30 marzo al 9 aprile 2010. Nell'occasione è stato eseguito Blackwater Park nella sua interezza, con diverse canzoni mai suonate prima.
Un'edizione speciale di Blackwater Park, intitolata Legacy Edition, viene pubblicata il 29 marzo 2010, in concomitanza con il tour. Sempre per il ventennale della band, il 5 aprile 2010 presso la Royal Albert Hall di Londra, in Inghilterra gli Opeth hanno tenuto uno show memorabile dove è stato girato l'intero concerto, dando vita al nuovo live DVD intitolato In Live Concert at the Royal Albert Hall. Il DVD del concerto è stato diviso in due set. Il primo set è costituito dall'intero album Blackwater Park, mentre il secondo set ha una canzone da ogni restante album in ordine cronologico, che rappresentano i venti anni di evoluzione della loro musica. Il DVD è stato pubblicato il 21 settembre 2010 in due DVD e in una versione digipack 2 DVD+3 CD. La copertina del DVD è un chiaro tributo ai Deep Purple dell'album Concerto for Group and Orchestra del 1969.

### Heritage(2011-2013)

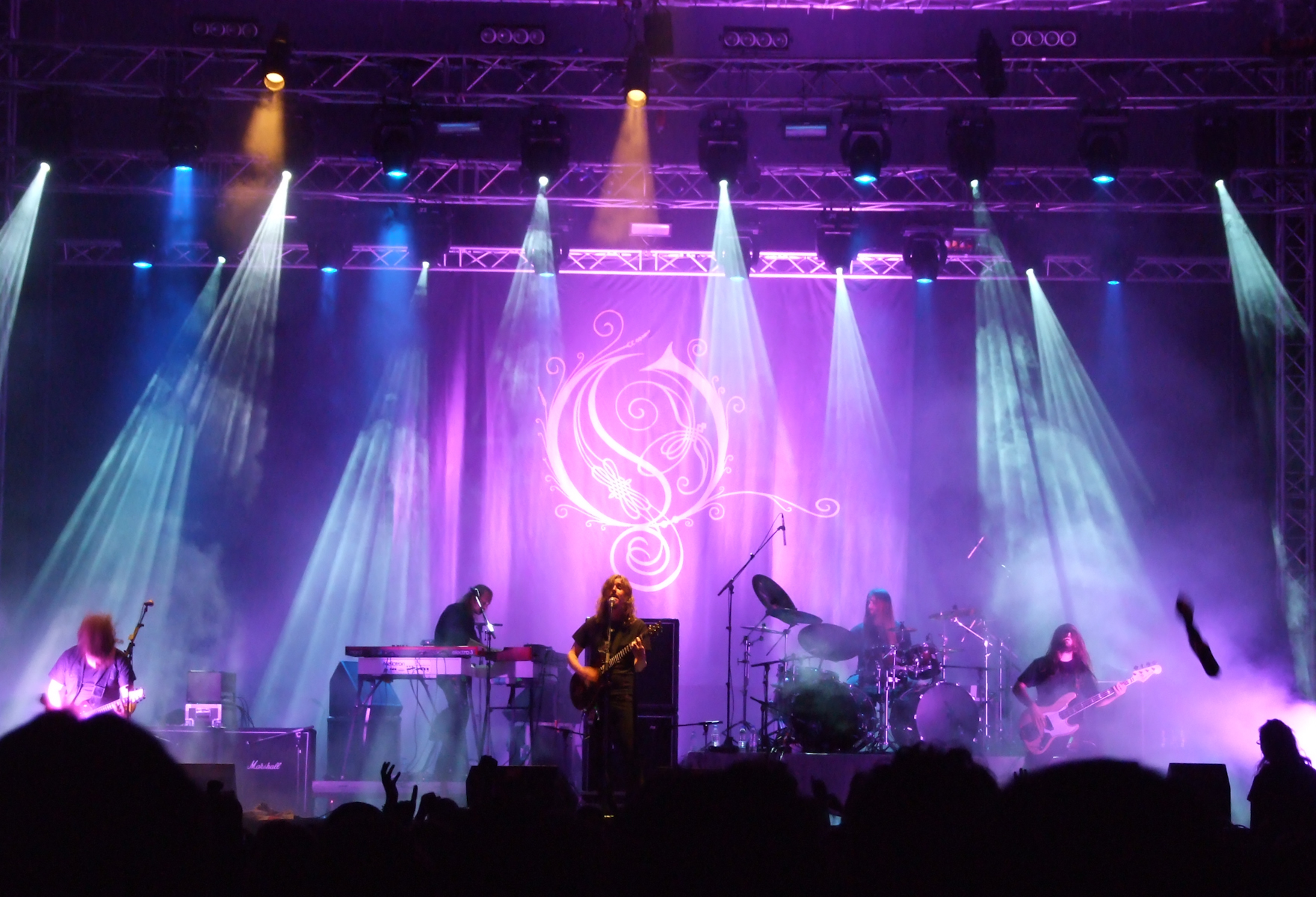
Gli Opeth al Kavarna Rock Fest nel 2011

Il 31 gennaio 2011 la band ha annunciato attraverso il proprio sito l'inizio dei lavori al suo decimo album di inediti presso gli studi di Atlantis/Metronome, a Stoccolma, ancora una volta con Jens Bogren e Steven Wilson dei Porcupine Tree.
Il 6 aprile 2011, poco dopo che il missaggio dell'album è stato completato, gli Opeth hanno annunciato che il tastierista Per Wiberg ha ufficialmente lasciato la band. A tal proposito, Åkerfeldt ha motivato la decisione dicendo che «Mendez, Axe, Fredrik ed io siamo arrivati alla decisione che dovevamo trovare un sostituto al posto di Per proprio dopo la registrazione del nuovo album, e Per non era sorpreso. Aveva infatti già pensato ad andare via, quindi si può dire sia stata una decisione comune. Senza risentimenti, solo una relazione giunta alla fine».
Il 25 maggio successivo viene annunciato che il titolo della nuova pubblicazione sarà Heritage. La sua pubblicazione è prevista per il 14 settembre 2011: l'intero album è completamente rock progressivo, privo di growl come già successe per Damnation, e alla sua uscita viene accompagnato da recensioni generalmente positive. Ha venduto 19 000 copie negli Stati Uniti nella prima settimana di pubblicazione, e ha debuttato alla posizione 19 della Billboard 200, diventando l'album dal migliore debutto degli Opeth negli Stati Uniti.
La band ha iniziato il tour di promozione dell'album in Nord America e in Europa con il suo nuovo tastierista, Joakim Svalberg. Hanno suonato insieme ai Katatonia a settembre ed ottobre, e con i Pain of Salvation a novembre. Il tour è continuato nel 2012 con tappe in Turchia, India, Giappone, Grecia, Israele, Sudamerica e Svezia. Il 5 febbraio 2012 la band ha suonato per la prima volta in Bangalore prendendo parte alla seconda edizione del Summerstorm Festival. La band si è unita ai Mastodon per un tour da co-headliner chiamato Heritage Hunter Tour in Nord America ad aprile e maggio 2012, venendo supportati dai Ghost. I Von Hertzen Brothers hanno seguito gli Opeth come gruppo spalla durante i concerti del tour in Scandinavia, mentre nelle altre date sono stati supportati dagli Anathema.
Nel dicembre 2012 la Roadrunner Records carica un video sul proprio canale YouTube, mostrando il logo della band e la scritta "Primavera 2013", preannunciando un tour australiano a marzo 2013, continuato nei mesi successivi in un altro tour internazionale.
 Con più di 200 concerti per supportare l'album, il tour si è concluso al Melloboat 2013.

### Pale CommunioneSorceress(2014-2018)
Mikael Åkerfeldt comincia a lavorare su del nuovo materiale subito dopo l'uscita di Heritage, e nel 2014 dichiara che il nuovo seguirà la direzione musicale degli ultimi lavori pubblicati dal gruppo, con l'aggiunta di «riff sinistri» ma anche di strumentazione ad arco. L'undicesimo album del gruppo, intitolato Pale Communion, viene pubblicato il 26 agosto 2014. L'album riesce a superare il successo commerciale del suo precedessore, debuttando alla 19ª posizione negli Stati Uniti e alla 3ª in Svezia. L'album viene supportato da un esteso tour internazionale, esteso al 2015 con un tour in celebrazione del 25º anniversario di carriera degli Opeth, che durante le date del tour suonano Ghost Reveries (in celebrazione dei 10 anni dalla sua uscita) nella sua interezza e varie canzoni dal loro repertorio.
Il 15 giugno 2016 la band annuncia di aver firmato un contratto discografico con la Nuclear Blast, e che pubblicherà inoltre i suoi futuri lavori anche con la propria etichetta Moderbolaget, creata in sodalizio con la Nuclear Blast. Il primo album pubblicato con la nuova etichetta, intitolato Sorceress e registrato nello stesso studio di Pale Communion con la coproduzione di Tom Dalgety e Mikael Åkerfeldt, viene pubblicato il 30 settembre dello stesso anno. L'album viene anticipato dai singoli Sorceress e Will O the Wisp e The Wilde Flowers, pubblicati tra agosto e settembre. L'album, dall'eccellente accoglienza commerciale e di critica, si discosta sensibilmente dai lavori precedenti per la natura dei testi, profondamente influenzati dal recente divorzio di Åkerfeldt dalla moglie.
L'album viene promosso dal vivo sino al novembre 2017, quando il chitarrista Fredrik Åkesson dichiara che la band si concentrerà esclusivamente sulla composizione di un nuovo album in studio.

### In cauda venenum(2018-presente)
L'11 luglio 2018 il gruppo conferma di aver composto e registrato abbastanza materiale per poter pubblicare un nuovo disco, che Åkerfeldt e Åkesson definiscono «complesso» ed «energico». Il dodicesimo album del gruppo, intitolato In cauda venenum, viene pubblicato il 27 settembre 2019 dalla Moderbolaget e dalla Nuclear Blast. L'album viene eccezionalmente pubblicato in due versioni, una in lingua svedese e una in lingua inglese.
Nel novembre dello stesso anno il batterista Martin Axenrot lascia il gruppo per conflitti di interessi con gli altri componenti, dopo quindici anni di permanenza nella formazione. Lo sostituisce da prima il turnista Sami Karppinen per il solo tour nordamericano, prima che venga ingaggiato a titolo definitivo, nel settembre 2022, Waltteri Väyrynen, ex batterista dei Paradise Lost e dei Bodom After Midnight di Alexi Laiho.

## Stile ed influenze
Oltre ad ispirarsi a gruppi come Slayer, Black Sabbath, Megadeth e Metallica, gli Opeth, dal punto di vista stilistico, nascono come un gruppo death metal, affondando le proprie radici nelle classiche sonorità del genere, ispirandosi a gruppi quali Morbid Angel, Death e Bathory. L'ascolto di una band svedese, i Mefisto, che aveva inciso una sola demo, cambia però le vedute del gruppo sul metal estremo: l'accostamento di sonorità death metal con elementi melodici ed acustici adottato in questa demo (intitolata The Puzzle) porta gli Opeth a riconsiderare altri generi diversi dal death metal. Il cantante e chitarrista Mikael Åkerfeldt ha inoltre menzionato il gruppo rock progressivo britannico Koma come ispirazione principale per la loro svolta sia dal punto di vista stilistico che di concetto di musica dell'intera band, nel 1998. Questa riconsiderazione non si risolve però nel cambiamento radicale di genere, ma in un approfondimento e nella fusione di più generi diversi.
Al death metal vengono accostate influenze rock progressivo anni settanta (sul genere di Camel, Yes, Emerson, Lake & Palmer e King Crimson) ed una gran quantità di spunti e contaminazioni blues, jazz e soprattutto gothic metal, uno stile gotico che spesso fa da sottofondo a molte loro composizioni. Il risultato è un tipo di musica molto originale, difficile da classificare.
Una nota caratteristica del gruppo è che Åkerfeldt si occupa sia del cantato melodico che della voce death, quest'ultima tecnica tuttavia abbandonata a partire da Heritage, album del 2011. A partire da tale album il gruppo ha anche ridotto le sonorità più estreme che caratterizzavano parte della sua musica, e ha cominciato a focalizzarsi maggiormente su stili come folk, funk, blues e rock anni settanta.

## Formazione
- Mikael Åkerfeldt – chitarra (1990-presente), voce (1993-presente), basso (1997-1998), pianoforte (1997-2003)
- Martin Mendez – basso (1999-presente)
- Fredrik Åkesson – chitarra (2008-presente)
- Joakim Svalberg – tastiera, organo Hammond, pianoforte, mellotron, sintetizzatore, cori (2011-presente)
- Waltteri Väyrynen – batteria (2022-presente)

## Discografia

### Album in studio
- 1995 – Orchid
- 1996 – Morningrise
- 1998 – My Arms, Your Hearse
- 1999 – Still Life
- 2001 – Blackwater Park
- 2002 – Deliverance
- 2003 – Damnation
- 2005 – Ghost Reveries
- 2008 – Watershed
- 2011 – Heritage
- 2014 – Pale Communion
- 2016 – Sorceress
- 2019 – In cauda venenum
- 2024 - The Last Will and Testament

### Album dal vivo
- 2003 – Lamentations
- 2007 – The Roundhouse Tapes
- 2010 – In Live Concert at the Royal Albert Hall
- 2010 – The Devil's Orchard - Live at Rock Hard Festival 2009
- 2018 – Garden of the Titans: Live at Red Rocks Amphitheater

### Raccolte
- 2006 – Collector's Edition Slipcase
- 2008 – The Candlelight Years
- 2009 – The Wooden Box
- 2015 – Deliverance & Damnation

### Singoli
- 2001 – The Drapery Falls
- 2002 – Still Day Beneath the Sun
- 2008 – Porcelain Heart
- 2008 – Burden
- 2011 – The Throat of Winter
- 2011 – The Devil's Orchard
- 2014 – Cusp of Eternity
- 2016 – Sorceress
- 2018 – Ghost of Perdition (Live)

## Videografia
- 2003 – Lamentations
- 2008 – The Roundhouse Tapes
- 2010 – In Live Concert at the Royal Albert Hall
- 2018 – Garden of the Titans: Live at Red Rocks Amphitheater